# Mastí anglès
El mastí anglès o mastiff és una raça de gos.és una raça britànica de gos molt gran del tipus mastí.  Distingit per la seva enorme mida, el cap massiu, el pelatge curt en una gamma limitada de colors i sempre mostrant una màscara negra, el Mastí és conegut per la seva naturalesa gentil. És el cànid viu més gran, superant el llop fins a 50 kg de mitjana.

## Història i origen
Descendent del Mastí del Tibet, va ser portat a Europa pels fenicis; de seguida la seva veritable pàtria va arribar a ser Gran Bretanya, on ha estat molt apreciat.
Probablement descendeix dels antics alans i Pugnaces Britanniae, amb una aportació significativa del Mastí Alpí al segle XIX.
El llinatge dels gossos moderns es remunta a principis del segle XIX, però el tipus modern es va estabilitzar a la dècada de 1880, refinant-se a partir de llavors. Després d'un període de forta decadència, el Mastí anglès ha augmentat la seva popularitat mundial. Al llarg de la seva història, aquesta raça ha contribuït al desenvolupament de diverses races de gossos, algunes generalment conegudes com a gossos de tipus mastí.

## Descripció
Crani massís, ulls petits i distanciats, orelles petites, potes fortes i rectes, assentades en angle recte en el seu maluc i homoplats, cua alta i llarga.
Pelatge: El pelatge extern és curt i llis, l'intern és dens i tupid. Color préssec, beix o tacat. El musell ha de ser negre.
Alçada: mascles 70-77 cm., femelles 69 cm.
Pes: De 79 a 86 kg.
Esperança de vida: 9 anys

## Cures
Necessita exercici diari per a construir el seu port musculós i una alimentació cuidada, molt important fins que finalitzi el creixement, cap als dos anys.

## Temperament
Els diferents creuaments estudiats tècnicament, han eliminat la seva antiga ferocitat, pel que avui és un gos equilibrat, mans, desitjós d'afecte i molt bo amb els nens. Quan se l'ensinistra, pot enfrontar-se amb els delinqüents amb extraordinària agressivitat.

## Entrenament
És un gos una mica tossut (més aviat mandrós), al qui li pot costar un poc d'aprendre. Tanmateix, sí que se'l pot educar per a tasques de defensa.

## Utilitat
Gos de defensa, ensinistrat adequadament. També com a gos de companyia si es té l'espai i el temps suficient per a dedicar-s'hi. No és adequat per a un pis.